# Save the World
Save the World is een single van de Zweedse dj-groep Swedish House Mafia uit 2011. Het werd later toegevoegd aan het compilatiealbum Until Now uit 2012.

## Achtergrond
Save the World is geschreven door Axwell, Steve Angello, Sebastian Ingrosso, Michel Zitron, Vincent Pontaré, John Martin en geproduceerd door de drie dj's van Swedish House Mafia. De vocalen op het nummer zijn van de Zweedse zanger John Martin. Het nummer is geschreven als set-afsluiter, het lied wat dj's spelen na een avond draaien. De vocalen en de piano in Save the World maken het nummer meer als popmuziek, in plaats van het normale house wat Swedisch House Mafia bij eerdere nummers liet horen. Het lied is ook ontstaan vanuit de vocalen en de piano, die zij het eerst hadden en wat Swedish House Mafia vervolgens als uitdaging zag om dat te gebruiken in een housenummer. Het lied was een grote internationale hit met de hoogste positie (#4) in het thuisland van de dj-groep. Ook in Nederlandssprekende gebieden deed het nummer het goed, met een 5e plaats in Vlaanderen en een 6e plaats in de Nederlandse Top 40. Safe the World was genomineerd voor een Grammy Award in de categorie Beste Dance Recording, maar won deze niet.